# Paulo Costa (bisschop)
Paulo Cezar Costa (Valença, 20 juli 1967) is een Braziliaans geestelijke en een kardinaal van de Rooms-Katholieke Kerk.
Costa studeerde filosofie aan het seminarie van Petrópolis en theologie aan de hogeschool van het aartsbisdom Rio de Janeiro. Op 5 december 1992 werd hij priester gewijd. Vervolgens was hij enige tijd werkzaam in pastorale functies. Van 1996 tot 2002  studeerde hij aan de Pauselijke Universiteit Gregoriana in Rome, waar hij een Ph.D. behaalde in dogmatische theologie. Daarna keerde hij terug naar Brazilië, waar hij van 2007 tot 2010 hoogleraar was aan de pauselijke katholieke universiteit van Rio de Janeiro. 
Op 24 november 2010 werd Costa benoemd tot hulpbisschop van het aartsbisdom São Sebastião do Rio de Janeiro en tot titulair bisschop van Oescus; zijn bisschopswijding vond plaats op 5 februari 2011. Op 22 juni 2016 volgde zijn benoeming tot bisschop van São Carlos. Hij werd op 21 oktober 2020 benoemd tot aartsbisschop van Brasilia
Costa werd tijdens het consistorie van 27 augustus 2022 kardinaal gecreëerd. Hij kreeg de rang van kardinaal-priester. Zijn titelkerk werd de Santi Bonifacio e Alessio.